# Миланова, Стойка
Стойка Трендафилова Миланова (5 августа 1945, Пловдив, Третье Болгарское царство — 29 сентября 2024) — болгарская скрипачка. Народная артистка НРБ.

## Биография
Училась у своего отца, скрипача Трендафила Миланова. Затем окончила Московскую консерваторию по классу Давида Ойстраха (1969). В 1962 году получила золотую медаль Всемирного фестиваля молодёжи и студентов в Хельсинки. В 1967 году удостоена второй премии на Международном конкурсе имени королевы Елизаветы, в 1970 г. — первой премии на Международном конкурсе скрипачей имени Карла Флеша в Лондоне (председатель жюри Иегуди Менухин).
Народная артистка Болгарии (1978).
29 сентября 2024 года было объявлено, что Стойка Миланова скончалась в возрасте 79 лет.